# نگنهاری
نگنهاری (به آلمانی: Negenharrie) یک شهر در آلمان است که در رندسبورگ-اکرنفورده واقع شده‌است.
 نگنهاری  ۳۵۵ نفر جمعیت دارد.